# Gârnic
Gârnic is een Roemeense gemeente in het district Caraș-Severin.
Gârnic telt 1425 inwoners.